# مريجة (ولاية بشار)
المريجة بلدية بولاية بشار تقع شمال مدينة بشار.تقع غرب مدينة بشار وليس شمال مدينة بشار

## المناخ
يظهر الجدول التالي التغييرات المناخية على مدار السنة لمريجة:
| البيانات المناخية لـمريجة         | البيانات المناخية لـمريجة | البيانات المناخية لـمريجة | البيانات المناخية لـمريجة | البيانات المناخية لـمريجة | البيانات المناخية لـمريجة | البيانات المناخية لـمريجة | البيانات المناخية لـمريجة | البيانات المناخية لـمريجة | البيانات المناخية لـمريجة | البيانات المناخية لـمريجة | البيانات المناخية لـمريجة | البيانات المناخية لـمريجة | البيانات المناخية لـمريجة |
| الشهر                             | يناير                     | فبراير                    | مارس                      | أبريل                     | مايو                      | يونيو                     | يوليو                     | أغسطس                     | سبتمبر                    | أكتوبر                    | نوفمبر                    | ديسمبر                    | المعدل السنوي             |
| --------------------------------- | ------------------------- | ------------------------- | ------------------------- | ------------------------- | ------------------------- | ------------------------- | ------------------------- | ------------------------- | ------------------------- | ------------------------- | ------------------------- | ------------------------- | ------------------------- |
| الدرجة القصوى °م (°ف)             | 23 (73)                   | 27 (81)                   | 31 (88)                   | 34 (93)                   | 38 (100)                  | 42 (108)                  | 45 (113)                  | 45 (113)                  | 41 (106)                  | 36 (97)                   | 29 (84)                   | 26 (79)                   | 45 (113)                  |
| متوسط درجة الحرارة الكبرى °م (°ف) | 15 (59)                   | 18 (64)                   | 22 (72)                   | 26 (79)                   | 30 (86)                   | 35 (95)                   | 40 (104)                  | 38 (100)                  | 33 (91)                   | 27 (81)                   | 20 (68)                   | 16 (61)                   | 27 (80)                   |
| المتوسط اليومي °م (°ف)            | 8 (46)                    | 11 (52)                   | 15 (59)                   | 19 (66)                   | 23 (73)                   | 28 (82)                   | 32 (90)                   | 31 (88)                   | 26 (79)                   | 20 (68)                   | 13 (55)                   | 9 (48)                    | 20 (67)                   |
| متوسط درجة الحرارة الصغرى °م (°ف) | 1 (34)                    | 4 (39)                    | 8 (46)                    | 12 (54)                   | 16 (61)                   | 21 (70)                   | 25 (77)                   | 25 (77)                   | 20 (68)                   | 13 (55)                   | 7 (45)                    | 2 (36)                    | 13 (55)                   |
| أدنى درجة حرارة °م (°ف)           | −4 (25)                   | −3 (27)                   | −1 (30)                   | 2 (36)                    | 7 (45)                    | 10 (50)                   | 17 (63)                   | 16 (61)                   | 9 (48)                    | 3 (37)                    | 0 (32)                    | −6 (21)                   | −6 (21)                   |
| الهطول مم (إنش)                   | 8 (0.3)                   | 10 (0.4)                  | 13 (0.5)                  | 8 (0.3)                   | 3 (0.1)                   | 3 (0.1)                   | 0 (0)                     | 5 (0.2)                   | 8 (0.3)                   | 15 (0.6)                  | 13 (0.5)                  | 10 (0.4)                  | 96 (3.7)                  |
| متوسط الرطوبة النسبية (%)         | 54                        | 44                        | 37                        | 33                        | 29                        | 23                        | 17                        | 21                        | 29                        | 40                        | 49                        | 56                        | 36                        |
| المصدر: Weatherbase               |                           |                           |                           |                           |                           |                           |                           |                           |                           |                           |                           |                           |                           |